# Hétérophylie
Pour l’article ayant un titre homophone, voir Hétérophyllie.
En systématique, un groupe est dit hétérophylétique quand il ne rassemble pas tous les descendants de son ancêtre commun le plus récent,. Un tel groupe peut être soit paraphylétique soit polyphylétique, selon s'il inclut ou non son ancêtre commun le plus récent.